# Benny Brown (Trompeter)
Benjamin „Benny“ Brown (* 1. Mai 1983 in Münster) ist ein deutscher Jazzmusiker (Trompete, Flügelhorn).

## Leben und Wirken
Brown wuchs in einer Musikerfamilie auf und erhielt früh klassischen Klavierunterricht durch seinen Vater, einen klassischen Posaunisten. Erst im Alter von 16 Jahren entdeckte er für sich die Trompete, auf der er klassischen Unterricht bei Achim Böder erhielt. Nach Abitur und Wehrdienst im Luftwaffenmusikkorps III zog er 2004 nach Hamburg. Sein Studium der klassischen und Jazztrompete an der Hochschule für Musik und Theater Hamburg bei Lennart Axelsson, Ingolf Burkhardt und Eckhard Schmid absolvierte er mit Auszeichnung. Während des Studiums war er zunächst Mitglied im Jugendjazzorchester NRW, 2006/7 im Bundesjazzorchester unter der Leitung von Peter Herbolzheimer.
Brown gehörte seit 2013 zur Roger Cicero Big Band und trat mit Revolverheld im Rahmen der MTV Unplugged Tour auf. Er spielte im Ed Partyka Jazz Orchestra, bei der „Fetten Hupe Hannover“, im „Stefan Schultze Large Ensemble“, dem Berlin Jazz Orchestra und weiteren Formationen, etwa dem Sunday Night Orchestra, den Orchestern von Thilo Wolf, Al Porcino, Don Menza, Enrique Crespo oder der NDR Bigband.
Brown gründete sein eigenes Quartett, die Benny Brown Band, mit der er auf Festivals konzertierte und 2014 sein Debütalbum Brown veröffentlichte. Mit Felix Behrendt und Silvan Strauss legte er 2020 das Album Tiny Piano Tunes vor. Zudem war er an Einspielungen für Film und Fernsehen beteiligt; so spielte er beim Film „Der Staat gegen Fritz Bauer“ die Solo-Trompete. Des Weiteren ist er auf Aufnahmen vom European Movement Jazz Orchestra, Felice Sound Orchestra, Nikola Kołodziejczyk, Reinhold Schmölzer, Wolf Kerschek, Peter Maffay, Katja Riemann und Jerry Bergonzi zu hören.
Seit 2018 ist Brown an der Hochschule für Musik und Medien Hannover Dozent für Jazztrompete; weitere Lehraufträge hat er an der Musikhochschule Hamburg.